# Amélie d'Este
Amélie Joséphine d'Este (en italien : Amalia Giuseppina d'Este) (née le 28 juillet 1699 à Modène, dans l'actuelle région d'Émilie-Romagne, alors dans le duché de Modène et Reggio et morte le 5 juillet 1778  dans la même ville) est une princesse italienne de la maison d'Este.

## Biographie

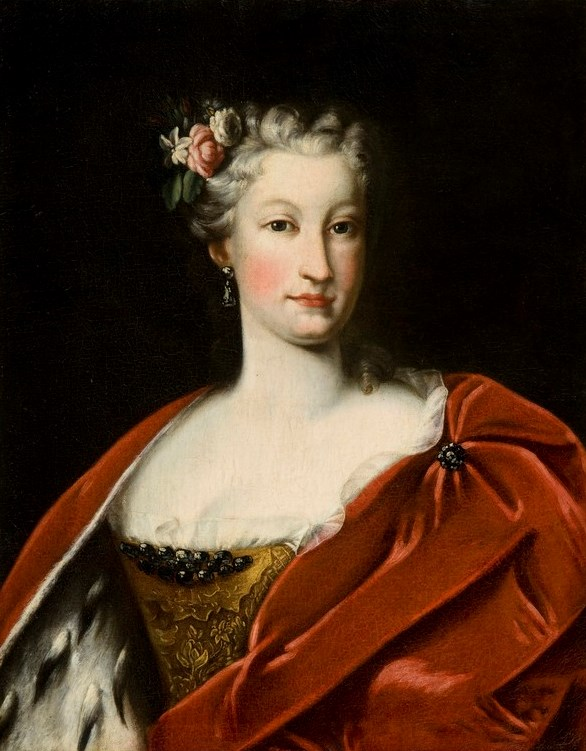
Portrait de la princesse Amélie d'Este.

Née au palais ducal de Modène, elle est la troisième enfant de Renaud III d'Este, duc de Modène et Reggio, et de la princesse Charlotte-Félicité de Brunswick-Calenberg.
En 1723, à la demande de son père, son portrait au pastel est peint par Rosalba Carriera lors du séjour de l'artiste à Modène. Ce portrait, réalisé par l'artiste en même temps que ceux de ses sœurs et de leur frère Jean-Frédéric, est aujourd'hui conservé à la Gemäldegalerie Alte Meister de Dresde.
À la mort de leur père, tandis que leur frère François III de Modène guerroie contre les Turcs, elle assume la régence du duché conjointement avec sa sœur Bénédicte d'Este.
Un projet de mariage avec Charles-Emmanuel III de Savoie, roi de Sardaigne, n'aboutit pas.  Amélie épouse secrètement un aventurier, le marquis de Villeneuf (? – 12 septembre 1739), tombé à la bataille de Futach en 1739 pendant la guerre russo-turque. Ils n'ont pas d'enfants.
La princesse meurt le 5 juillet 1778, peu de temps avant son 69e anniversaire.